# Hüseyin Çimşir
Hüseyin Çimşir (Araklı, 26 maggio 1979) è un allenatore di calcio ed ex calciatore turco, di ruolo difensore o centrocampista, vice allenatore del Trabzonspor.

## Palmarès

### Giocatore

#### Competizioni nazionali
- Campionato turco: 1

Bursaspor: 2009-2010